# Wolfgang Bühler (Manager)
Wolfgang Bühler (* 10. Oktober 1932 in Nürnberg; † 4. Januar 2024) war ein deutscher Manager.

## Leben
Der Sohn von Hans Bühler (1903–1997), der Vorstandsvorsitzender des Elektrokonzerns AEG-Telefunken von 1966 bis 1970 war, studierte Rechtswissenschaften und schloss mit der Promotion zum Dr. jur. ab. Wolfgang Bühler wurde 1970 zunächst stellvertretendes und 1973 ordentliches Vorstandsmitglied von AEG-Telefunken und gleichzeitig Leiter des AEG-Hausgerätewerks in Nürnberg. 
1976 heiratete er Madeleine Schickedanz, einzige Tochter von Grete und Gustav Schickedanz, Gründer und Inhaber des Versandhauses Quelle. Aus der Ehe gingen zwei Kinder hervor. 
1976 wechselte er in die Leitung der Schickedanz-Gruppe, im März 1977 starb Gustav Schickedanz. Ab 1989 war er Vorstandsvorsitzender der Gustav und Grete Schickedanz Holding KG und Vorsitzender des Kuratoriums der Gustav und Grete Schickedanz Stiftung.

## Ehrungen
- 1991: Bayerischer Verdienstorden
- 1994: Großes Verdienstkreuz der Bundesrepublik Deutschland[1]